# 크리스탈디스크마크
크리스탈디스크마크(CrystalDiskMark)는 마이크로소프트 윈도우용으로 제공되는 오픈 소스 디스크 드라이브 벤치마크 도구이다. 마이크로소프트의 MIT 라이선스를 받은 Diskspd 도구에 기반을 둔 이 그래픽 벤치마크는 솔리드 스테이트 드라이브(SSD)의 성능을 시험하기 위해 흔히 사용된다. 용적 의존 방식으로 파일 시스템을 통한 읽기/쓰기를 함으로써 동작한다. 여러 큐 및 스레드를 가지고 시퀀셜/랜덤 위치의 읽기/쓰기 속도를 생성한다. 솔리드 스테이트 드라이브는 하드 드라이브와 달리 랜덤 IO에서 가속하는 경향이 있으므로 특정 위치의 읽기/쓰기를 위해 검색(seek)을 할 필요는 없다.
카츠라 셰어웨어가 개발한 AmorphousDiskMark라는 이름의 macOS 클론 버전이 존재하며 이는 비정질 고체(amorphous state)의 이름에서 비롯되었다.

## 크리스탈디스크인포
크리스탈디스크인포(CrystalDiskInfo)는 디스크 드라이브 상태를 읽고 모니터링하기 위한, MIT 라이선스의 S.M.A.R.T. 유틸리티이다. 크리스탈디스크마크처럼 이 도구는 솔리드 스테이트 장치에 초점을 두고 설계되었으며 흔히 쓰이는 PATA, SATA 외에 NVMe 연결을 지원한다.
그 밖의 기능으로는 인텔 RAID 지원, 이메일 및 소리 경고, AAM/APM 조정이 포함된다.